# Ремория
Ремо́рия (лат. Remoria) — место, которое, согласно римской мифологии, связано с основанием Рима братьями Ромулом и Ремом. Там, по легенде, Рем увидел шесть коршунов, парящих над землёй, и счёл это благоприятным знаком для закладки города. Это также место, где он был похоронен, после того как его брат Ромул убил его во время спора.

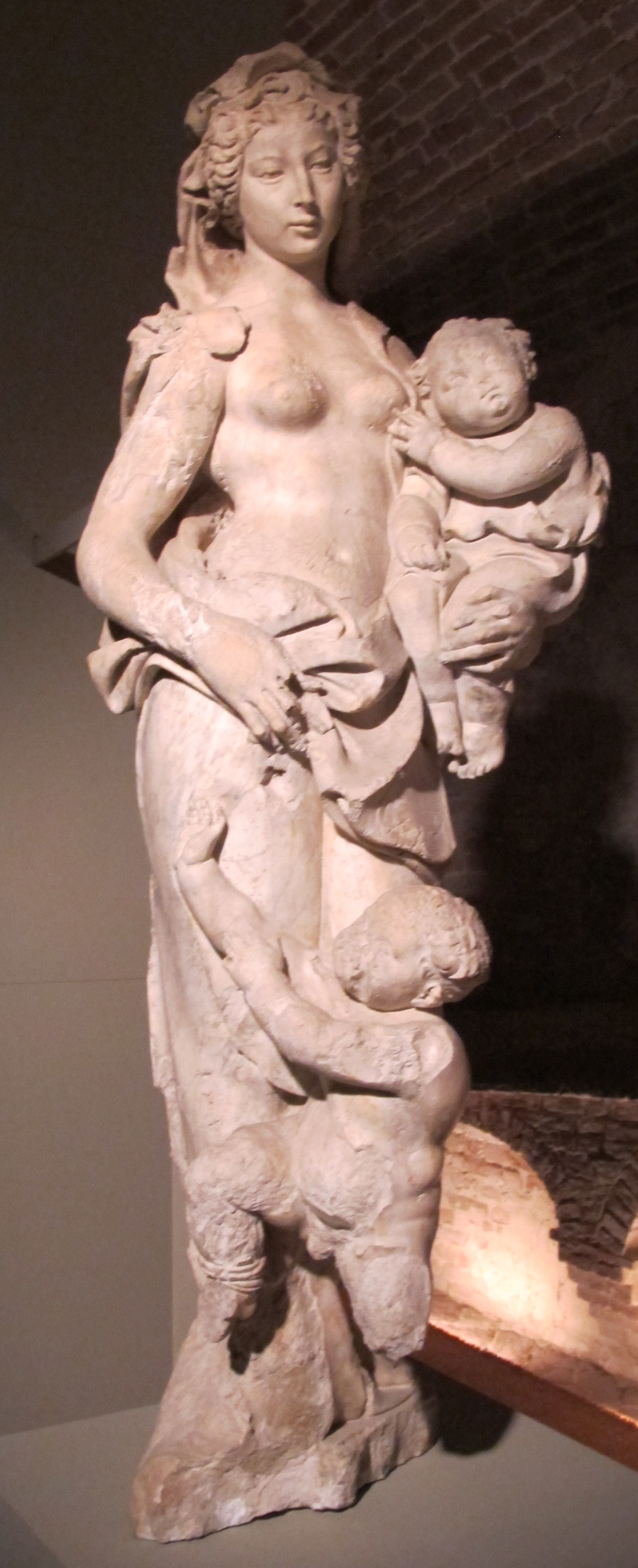
Статуя Акки Ларентии с младенцами Ромулом и Ремом

## Местоположение
Римские исторические источники предоставляют противоречивую информацию о точном местоположении Ремории. В то время как некоторые из них размещают её на месте церкви Санта-Бальбина на Авентинском холме, другие — на холме возле Тибра, на расстоянии 5 римских миль (или 30 стадиев) вниз по течению от холма Палатин. Плутарх полагал, что Рем захоронен на вершине Аветина; это место он идентифицировал как auguraculum и могилу Рема, именовал Ремонионом (Ρεμώνιον; Rhemónion) или Ремонией (Ρεμώνια; Rhemónia), отмечая, что его также называли  Ригнарион (Ριγνάριον; Rhignárion). Более поздние поколения историков использовали литературные и археологические свидетельства, чтобы построить гипотезу о том, что Ремория находится на левом берегу Тибра, к югу от города. Археологи Антонио Нибби и Уильям Гел, изучая древние рисунки и надписи на стенах Рима, расположили это место в районе Базилики Святого Павла за городскими стенами.
В 2003 году итальянский историк и археолог Филиппо Коарелли в своём эссе отметил, что легендарные фигуры Ромула и Рема, впервые появившиеся в исторических записях не ранее IV века до н. э., были заменены более ранним мифом об основании Рима ларами, двенадцатью сыновьями богини Акки Ларентии, кормилицы Ромула и Рема. Рем представлял римский плебс, что объясняет его традиционную связь с Авентинским холмом, на который в 449 году до н. э. плебеи организовал сецессию. Образно совмещая предполагаемое местонахождение Ремории на холме, связанном с  плебсом, и буквальное расположение на расстоянии 5 миль от древнего города на берегу Тибра (5 миль — символическая длина, связанная с пределами архаического Поля Рима), Коарелли утверждает, что Ремория находится в священной роще богини Деа Диа, около Виа Кампаны (Via Campana), одной из главных дорог в Римской империи, в современной зоне Мальяна, на правом берегу Тибра. В эпоху Римского царства и ранней Республики роща являлась важным местом для совершения обрядов и гаданий Арвальскими братьями. Коллегия священников прослеживает своё происхождение от Ромула и сыновей Акки Ларентии. С этой точки зрения Ромул и Рем представляют дихотомию между Урбсом (Urbs значит город), где доминировали патриции, и Арвой (Arva означает сельская местность), где доминировали плебеи.